# Leptorycteropus guilielmi
Leptorycteropus guilielmi (лат.) — вид вымерших млекопитающих из семейства трубкозубовых. Типовой и единственный вид в роде Leptorycteropus. Жил в верхнем миоцене (тортонский век) на территории современной Кении. Был в два раза мельче современного трубкозуба и имел более лёгкое телосложение.
Родовое название произошло от корней: др.-греч. leptos — «стройный», orycter — «рыть» и pus — «конечность».

## Описание
Длина тела Leptorycteropus guilielmi составляет 45 см, высота в холке — около 25 см. Основные отличия от ныне живущего трубкозуба: более крупные клыки, более короткое рыло, более тонкие кости лап, отсутствие мощных, предназначенных для рытья почвы, когтей. Спина была выгнута, как у современного трубкозуба.

## Питание и образ жизни
Этот вид имел довольно лёгкое телосложение и у него отсутствовала специализация к рытью почвы. Возможно, он активно перемещался по пустынным ландшафтам в поисках пищи, хотя он вполне мог и рыть норы в качестве убежищ. Череп Leptorycteropus guilielmi не имеет признаков приспособления к питанию термитами и муравьями. Видимо, эти звери кормились различными беспозвоночными, собирая их с поверхности почвы.

## Таксономия
Пикфорд (1975) считал, что Leptorycteropus и Myorycteropus должны включаться в род трубкозубов (Orycteropus). Но Паттерсон (1978) и Леманн и другие (2005) выражают мнение, что различия между этими животными и трубкозубами достаточно велики, чтобы выделить их в отдельные роды.